# شهرک جبرئیل
شهرک جبرئیل (شهرک المهدی جبرئیل) یک منطقه مسکونی در قسمت شمال غربی شهر هرات، واقع در غرب افغانستان است. این شهرک ناحیه‌‌های دوازدهم و سیزدهم شهر هرات را در برمی‌گیرد. شهرک جبرئیل با جمعیتی حدود ۱۰۰,۰۰۰ نفر، یکی از مناطق پرجمعیت شهر هرات محسوب می‌شود و ساکنان آن عمدتاً از قوم هزاره هستند و به زبان فارسی با گویش هزارگی صحبت می‌کنند. اکثر ساکنان این منطقه از ولایت‌های غور، دایکندی، غزنی، میدان وردک، پروان و دیگر مناطق افغانستان هستند که در نتیجه مهاجرت‌های داخلی به این منطقه ساکن شده‌اند و همچنین جمعیت زیادی از بازگشت‌کنندگان از ایران نیز در این شهرک، سکونت گزیده‌اند. این منطقه از چندین محله کوچک تشکیل شده است، از جمله محله قایم، محله آزادی، محله توحید، محله استقلال، شهرک رضا، پشت جوی، محله انقلاب، محله گلزار، محله سیدآباد، کوره ملی، حسین‌آباد وغیره. شهرک المهدی جبرئیل همچنین به عنوان یک مرکز اجتماعی، فرهنگی و سیاسی برای جامعه هزاره در هرات شناخته می‌شود و در فعالیت‌های مدنی، فرهنگی و علمی این ولایت نقش مهمی دارد.

## آموزش
شهرک جبرئیل با وجود کمبود زیرساخت‌های آموزشی مناسب دولتی و حمایت محدود دولتی، یکی از مناطق پیشرو در زمینه آموزش و پرورش در شهر هرات است. اکثر جوانان این شهرک، اعم از دختران و پسران، در مکاتب، دانشگاه‌ها و آموزشگاه‌ها مشغول به تحصیل هستند. لیسه‌های دولتی دخترانه و پسرانه جبرییل با بیش از ۱۰,۰۰۰ دانش‌آموز، بزرگ‌ترین مکاتب این منطقه را تشکیل می‌دهند. همچنین، تعداد زیادی از دانش‌آموزان در مکاتب خصوصی تحصیل می‌کنند. علاقه‌مندی قابل‌توجهی به یادگیری زبان انگلیسی و مهارت‌های کامپیوتری در میان کودکان،  نوجوانان و جوانان این شهرک وجود دارد.

## ورزش

دوتا ورزشکار فول‌رزم شهرک جبرئیل

همچون آموزش، با وجود کمبود زیرساخت‌های ورزشی دولتی، علاقه‌مندی زیاد ساکنان شهرک جبرئیل، به‌ویژه نوجوانان و جوانان، به فعالیت‌های ورزشی منجر به ایجاد سالن‌ها و مراکز ورزشی خصوصی متعددی در این منطقه شده است. این مراکز ورزشی عمدتاً برای ورزش‌هایی مانند فوتبال، فوتسال، والیبال و پرورش اندام و همچنین تکواندو، کاراته، کیک‌بوکسینگ، فول‌رزم، موی‌تای و رشته‌های ورزشی دیگر استفاده می‌شوند. همچنین، مسابقات فوتسال و ورزش‌های رزمی به مناسبت‌های مختلف در این شهرک برگزار می‌شوند. تعدادی از ورزشکاران شهرک جبرئیل در تیم‌های ملی فوتبال، فوتسال و والیبال افغانستان عضویت دارند و ورزشکارانی افتخارآفرین مثل ذکیه خدادادی مدال‌آور المپیک و سید روح‌الله حسینی برنده طلای مسابقات موی‌تای جهانی تایلند را تقدیم جامعه‌ی ورزشی افغانستان نموده‌است.